# David Barrufet
David Barrufet Bofill (ur. 4 czerwca 1970 w Barcelonie) – hiszpański piłkarz ręczny, grający na pozycji bramkarza, reprezentant Hiszpanii.

## Sukcesy

### Mistrzostwa Hiszpanii
- ×11

### Puchar Króla
- ×8

### Superpuchar Hiszpanii
- ×11

### Liga Mistrzów
- ×7

### Klubowe Mistrzostwa Świata
- ×1

### reprezentacyjne

#### Mistrzostwa Europy
- ×3
- ×1

#### Mistrzostwa Świata
- ×1

#### Igrzyska Olimpijskie
- ×2